# Ruhrhöhen

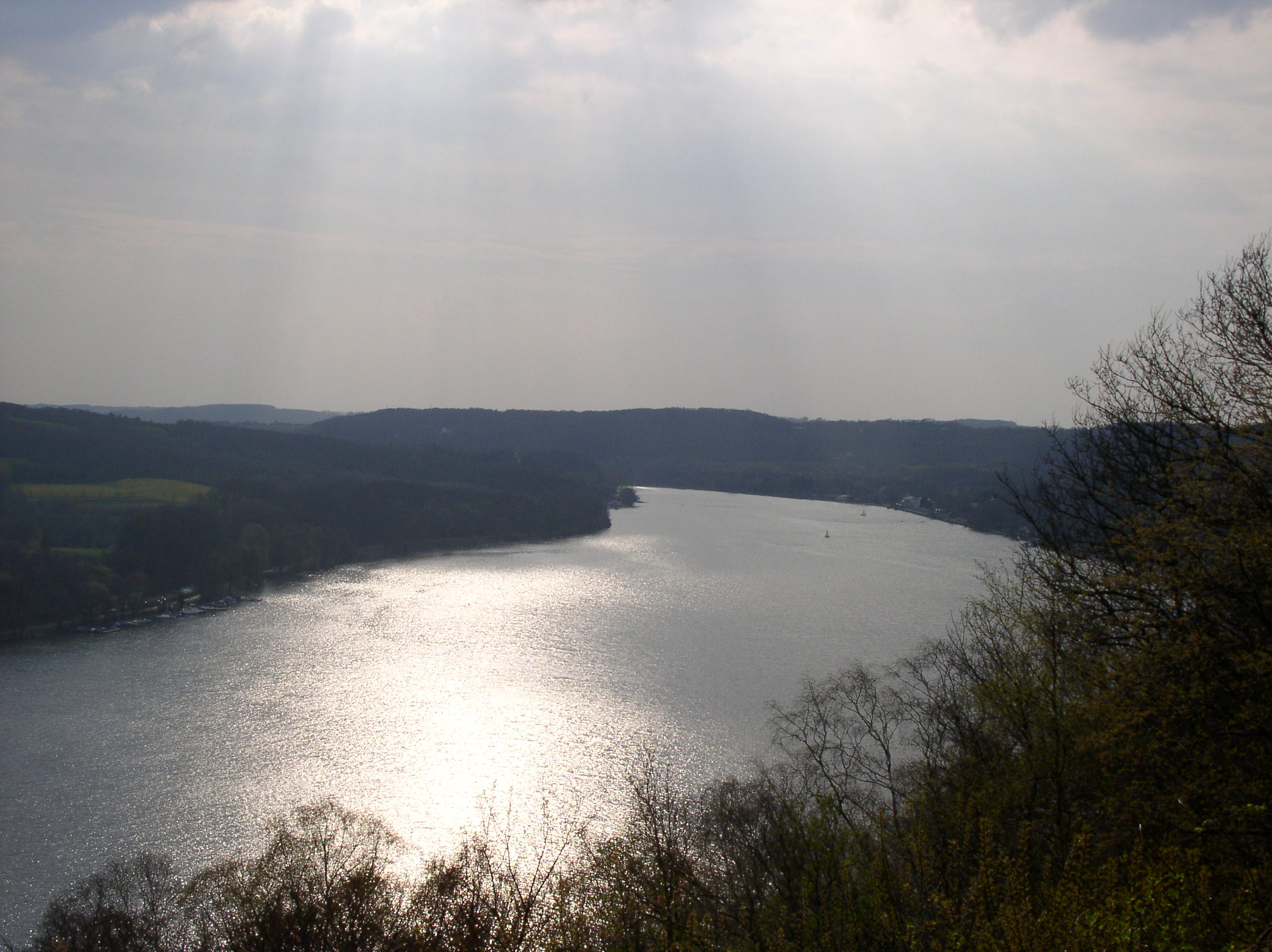
Blick von der Korte-Klippe in Essen, rechts die Ruhrhöhen, links das Bergische

Die  Ruhrhöhen sind ein Höhenzug nördlich der unteren Ruhr. Wie das südwestlich gelegene Ardeygebirge liegen sie rechts der Ruhr, allerdings, anders als dieses, nicht auf der Verlängerung des Haarstrangs. Es handelt sich um den Nordteil des Naturraums Ruhrtal im äußersten Norden des Rheinischen Schiefergebirges. Der innerhalb des Ruhrgebiets nördlichste Punkt des Ruhrtals zwischen Steele im Norden und Überruhr im Süden, wo das Rheinische Schiefergebirge rechts der Ruhr praktisch verschwindet, teilt sie in einen (Essener) Westflügel und einen (Bochumer) Ostflügel.

## Lage
Die Ruhrhöhen verlaufen in ost-westlicher Richtung fast ausschließlich über den Süden Essens und Bochums. Lediglich nördliche Randanteile im äußersten Westen liegen auf dem Stadtgebiet von Mülheim (Ickten und Roßkothen, siehe Dreihonnschaften), davon abgesehen liegt der bis 165 m hohe (bei Umstand nördlich von Kettwig sowie unmittelbar nördlich des Baldeneysees) Westflügel komplett auf Essener Gebiet und der bis 196 m hohe (Stiepel) Ostflügel bis auf (Essen-)Horst auf Bochumer. Nach Norden leiten die eiszeitlichen Lößflächen des Naturraum Westenhellweg die Westfälische Bucht ein, nach Südosten bildet, jenseits des Oelbachs, die bis 177 m hohe Stockumer Höhe bei Stockum im Norden und Westen Wittens einen Korridor zum bis 274 m hohen Ardeygebirge, der jedoch quartär überlagert ist und daher dem Westenhellweg zugerechnet wird.
Die Ruhrhöhen liegen auf der Wasserscheide zwischen der Ruhr und der Emscher und bieten einen Blick weit über das Ruhrgebiet. Nach Süden hin schließen sich hinter dem Tal der Ruhr die südlichen Berge des Ruhrtals und weitere Höhenzüge des Niederbergisch-Märkischen Hügellandes an.

## Geologie
Die Ruhrhöhen werden aus den Gesteinen des Karbons gebildet, dazu zählen Schichten von Tonschiefer, Steinkohle und Ruhrsandstein in wiederkehrender Abfolge. Sie entstanden als Sedimente vor etwa 290 Millionen Jahren im Namurium, einem Zeitabschnitt des Oberkarbon. Aufschlüsse wie der Steinbruch Klosterbusch oder der Geologische Garten Bochum zeigen die Folgen der Variskischen Faltung. Während der Kreidezeit bildeten die Höhen das Südufer eines tropischen Meeres, dessen Sedimente als Mergel das nach Norden hin abfallende Karbon heute überdecken.

## Orte
Auf den Ruhrhöhen liegen, am Ruhrufer flussaufwärts, von West nach Ost, die Essener Stadtteile Kettwig, Schuir, Bredeney, Stadtwald, Heisingen, Rellinghausen, Bergerhausen und Horst sowie die Bochumer Stadtteile Dahlhausen (und, nördlich davon,  der Süden Höntrops), Linden, der Süden Weitmars mit dem Weitmarer Holz, Stiepel sowie der Süden Querenburgs mit dem Kalwes.

## Kultur
Auf dem Rücken der Ruhrhöhen entstand vor einigen tausend Jahren der Westfälische Hellweg als Verbindung vom Niederrhein bis zum heutigen Corvey an der Weser. Zu den markantesten Burgruinen zählen die Neue Isenburg nördlich des Baldeneysees, das bekannteste Herrenhaus ist die Villa Hügel in westsüdwestlicher Nachbarschaft dazu.